# Synagoga ve Slavkově u Brna
Synagoga ve Slavkově u Brna je bývalý židovský templ postavený v letech 1857–1858 v novorománském slohu na místě starší modlitebny. Nachází se ulici U synagogy poblíž centra města, asi 150 m západně od Palackého náměstí. Je chráněna jako kulturní památka České republiky.
Bohoslužebným účelům synagoga sloužila až do počátku 40. let, poté bylo její vnitřní zařízení zničeno nacisty. Po válce byla téměř 50 let využívána jako skladiště. V rámci restitucí byla roku 1991 vrácena Židovské náboženské obci v Brně.
V roce 1994 byla zahájena postupná obnova synagogy jako chráněné kulturní památky. V letech 1996–1998 pak došlo k její kompletní renovaci a budova našla nové uplatnění jako pracoviště a depozitář Státního okresního archivu Vyškov. V předsíni byla instalována menší expozice o historii slavkovské židovské obce.
V roce dokončení rekonstrukce synagogy byla na jejím průčelí odhalena pamětní deska obětem holokaustu.